# فيلي (الراين الأسفل)
فيلي (بالفرنسية: Villé)‏ هي بلدية تقع في إقليم الراين الأسفل من منطقة ألزاس في شمال شرق فرنسا. تبلغ مساحة هذه المدينة 2.84 (كم²)، وترتفع عن سطح البحر 260 م، يبلغ عدد سكانها 1715 نسمة حسب إحصاء المعهد الوطني للإحصاء والدراسات الاقتصادية سنة 2009 م. وترأس André Frantz البلدية خلال فترة (2001 - 2008).

## وصلات خارجية
- صفحة البلدية على موقع المعهد الوطني للإحصاء والدراسات الاقتصادية (بالفرنسية)